# Опташани (Олт)
Опташани (рум. Optășani) насеље је у Румунији у округу Олт у општини Спинени. Oпштина се налази на надморској висини од 324 m.

## Становништво
Према подацима из 2002. године у насељу је живело 166 становника, од којих су сви румунске националности.